# Sławomir Skrzypek
Sławomir Stanisław Skrzypek (Katowice; 10 de maio de 1963 — 10 de abril de 2010) foi um economista polaco, presidente do Banco Nacional da Polónia de 2007 até sua morte em 2010.
Foi uma das vítimas do acidente do Tu-154 da Força Aérea Polonesa.